# 6. п. н. е.
6. п. н. е. била је уобичајена година која је почињала у недјељу или понедјељак јулијанског календара и уобичајена година која почиње у петак по пролептичком јулијанском календару. У то време је била позната као година конзулства Балба и Вета (или, ређе, година 748. Ab urbe condita). Деноминација 6. п. н. е. за ову годину се користи од раног средњег вијека, када је календарска ера Anno Domini постала преовлађујући метод у Европи за именовање година.

## Догађаји
- Тиберије Клаудије Нерон је послат у Јерменију, а затим се повлачи на Родос.[1]
- Римски цар Август шаље феретке (назване viverrae од стране Плинија) на Балеарска острва да контролишу кугу зечева.

## Рођења
- Непознато – Могући датум рођења Исусa.[2]

## Смрти
- Клеопатра Селена II, птолемејска принцеза Египта.[3]
- Фенг Јуан, кинеска конкубина Хан династије.